# Geerdegemkasteel

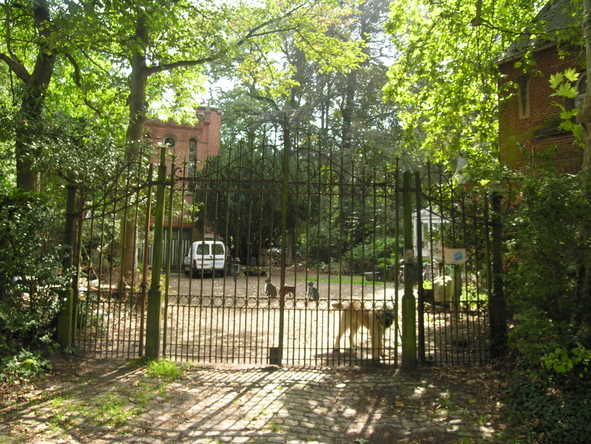
Geerdegemkasteel

Het Geerdegemkasteel is een kasteelruïne in de tot de Antwerpse stad Mechelen behorende plaats Geerdegem, gelegen aan de Zemstbaan 115 en 119.

## Geschiedenis
Het -in neo-Lodewijk XVI-stijl uitgevoerde- kasteel werd omstreeks 1932 gebouwd op een 1,6 ha groot domein, dat voordien groter is geweest. Omstreeks 1980 brandde het kasteel af en verviel tot een verwaarloosde ruïne. In 2021 werd het park, dat tegenover Technopolis ligt, opengesteld voor het publiek nadat het opgeknapt was. De ruïne werd niet opgeknapt, maar overgelaten aan de natuur.